# Kopa nad Wagą
Kopa nad Wagą (niem. Meeraugkoppe, słow. Kopa nad Váhou, węg. Hunfalvy-púp) – mało wybitne wzniesienie o wysokości 2385 m w głównej grani Tatr w Tatrach Słowackich. Znajduje się pomiędzy Rysami (na północy) a przełęczą Waga (na południu). Od tych pierwszych (dokładnie od najniższego, południowo-wschodniego wierzchołka) Kopę nad Wagą oddziela Przehyba nad Wagą. Nieco poniżej wierzchołka Kopy nad Wagą przebiega słowacki czerwono znakowany szlak turystyczny prowadzący na wierzchołek Rysów.
Kopa nad Wagą na południowy zachód do Kotlinki pod Wagą opada piarżystym, niezbyt stromym zboczem. W kierunku wschodnim, do Doliny Ciężkiej opada z Kopy nad Wagą wybitny filar o różnicy wzniesień 550 m. Jego dolna ostroga jest najniższą częścią wschodniej ściany Rysów. Od środkowej części tej ściany oddziela go Żleb Puškaša. Z górnej części filara na piargi pod Wagą opada ściana o wysokości 250 m, w dolnej części płytowa.
Polskie, słowackie i węgierskie nazewnictwo Kopy nad Wagą pochodzi bezpośrednio od położonej poniżej przełęczy Waga. Nazwa węgierska, podobnie jak węgierska nazwa Wagi, upamiętnia Jánosa Hunfalvyego – węgierskiego geografa i członka Węgierskiej Akademii Nauk. Niemieckie nazewnictwo Kopy nad Wagą pochodzi od Rysów.
Pierwsze wejścia turystyczne na wierzchołek Kopy nad Wagą miały zapewne miejsce podczas pierwszych wejść na Rysy.

## Szlaki turystyczne
Czasy przejścia podane na podstawie mapy.
  – czerwony szlak, odgałęziający się od niebieskiego w Dolinie Mięguszowieckiej i biegnący Doliną Żabią Mięguszowiecką przez Wagę na Rysy
- Czas przejścia ze Szczyrbskiego Jeziora do początku szlaku (szlakami czerwonym i niebieskim): 1:45 h, ↓ 1:35 h
- Czas przejścia szlakiem czerwonym do schroniska: 1:45 h, ↓ 1:15 h
- Czas przejścia ze schroniska na Rysy: 1 h, ↓ 45 min